# Elezioni federali in Germania del 1994
Le elezioni federali in Germania del 1994 si tennero il 16 ottobre per il rinnovo del Bundestag.

## Campagna elettorale
Il candidato Cancelliere della SPD avrebbe dovuto essere Björn Engholm, il quale però nel 1993 era stato coinvolto in uno scandalo (accortosi di essere pedinato per conto di suo rivale politico, ordinò a un suo funzionario di dare 50.000 marchi a colui che lo spiava in modo che lo scandalo venisse scoperto nel fine settimana delle elezioni, con un impatto mediatico maggiore e quindi con l'intento di presentarsi come una vittima). La SPD candidò il primo ministro della Renania-Palatinato, Rudolf Scharping, il quale però era considerato un candidato senza carisma e incapace di suscitare entusiasmi. La sua campagna elettorale del partito socialdemocratico venne penalizzata dalle liti tra i due leader carismatici del partito, Oskar Lafontaine (più radicale) e Gerhard Schröder (moderato).
Per la prima volta nella loro storia, Alleanza 90/I Verdi si dichiararono disposti a entrare in una maggioranza di governo nel caso in cui un'eventuale coalizione "rossoverde" coi socialdemocratici potesse contare su una maggioranza stabile nel Bundestag.
La campagna elettorale della CDU e del FDP fu caratterizzata dalla campagna dei "calzini rossi", volta a paventare una possibile alleanza post-elettorale tra la SPD, i Verdi e l'estrema sinistra del PDS con l'intento di spaventare l'opinione pubblica moderata. Gli analisti hanno affermato che tale strategia ha probabilmente pagato, in quanto è stata considerata uno degli elementi decisivi per la stretta vittoria di Kohl e della coalizione CDU/CSU-FDP.

## Risultati
| Liste                                         | Maggioritario | Maggioritario | Maggioritario | Proporzionale | Proporzionale | Proporzionale | Totale seggi |
| Liste                                         | Voti          | %             | Seggi         | Voti          | %             | Seggi         | Totale seggi |
| --------------------------------------------- | ------------- | ------------- | ------------- | ------------- | ------------- | ------------- | ------------ |
| Partito Socialdemocratico di Germania (SPD)   | 17.966.813    | 38,27         | 103           | 17.140.354    | 36,39         | 149           | 252          |
| Unione Cristiano Democratica (CDU)            | 17.473.325    | 37,22         | 177           | 16.089.960    | 34,16         | 67            | 244          |
| Unione Cristiano-Sociale (CSU)                | 3.657.627     | 7,79          | 44            | 3.427.196     | 7,28          | 6             | 50           |
| Alleanza 90/I Verdi                           | 3.037.902     | 6,47          | -             | 3.424.315     | 7,27          | 49            | 49           |
| Partito Liberale Democratico (FDP)            | 1.558.185     | 3,32          | -             | 3.258.407     | 6,92          | 47            | 47           |
| Partito del Socialismo Democratico (PDS)      | 1.920.420     | 4,09          | 4             | 2.066.176     | 4,39          | 26            | 30           |
| I Repubblicani                                | 787.757       | 1,68          | -             | 875.239       | 1,86          | -             | -            |
| I Grigi - Pantere Grigie                      | 178.450       | 0,38          | -             | 238.642       | 0,51          | -             | -            |
| Partito Ecologico-Democratico                 | 200.138       | 0,43          | -             | 183.715       | 0,39          | -             | -            |
| Partito della Legge Naturale                  | 59.087        | 0,13          | -             | 73.193        | 0,16          | -             | -            |
| Partito per la Protezione degli Animali       | -             | -             | -             | 71.643        | 0,15          | -             | -            |
| Partito dei Cristiani Osservanti della Bibbia | 26.864        | 0,06          | -             | 65.651        | 0,14          | -             | -            |
| Statt - Gli Indipendenti                      | 7.927         | 0,02          | -             | 63.354        | 0,13          | -             | -            |
| Altri <0,10%                                  | 74.861        | 0,16          | -             | 127.329       | 0,27          | -             | -            |
| Totale                                        | 46.949.356    |               | 328           | 47.105.174    |               | 344           | 672          |

## Conseguenze
Nonostante l'ottimo risultato della SPD, la coalizione CDU\CSU-FDP rimase alla guida del paese con Helmut Kohl cancelliere. Le elezioni del 1994 videro una perdita significativa di consensi della CDU e un aumento di quelli della SPD che risultò il primo partito tedesco: questa erosione di consensi favorì il trionfo dei socialdemocratici alle elezioni del 1998.